# Santa María de las Hoyas
Santa María de las Hoyas es una localidad y también un municipio español de la provincia de Soria, partido judicial de Burgo de Osma, comunidad autónoma de Castilla y León.

## Geografía
Su término municipal también comprende la localidad de Muñecas.

### Medio ambiente
En su término e incluidos en la Red Natura 2000 los siguientes lugares:
- Lugar de Interés Comunitario conocido como Cañón del Río Lobos, ocupando 2559 hectáreas, el 56 % de su término.[1]
- Zona Especial Protección de Aves conocida como Cañón del Río Lobos ocupando 2173 hectáreas, el 48 % de su término.[2]

## Historia
En el censo de 1785, ordenado por el conde de Floridablanca, figuraba como villa del Partido de Aranda en la Intendencia de Burgos, con jurisdicción de realengo y bajo la autoridad del alcalde ordinario, contaba entonces con 613 habitantes.
A la caída del Antiguo Régimen la localidad se constituye en municipio constitucional, conocido entonces como Santa María y Muñecas, en la región de Castilla la Vieja que en el censo de 1842 contaba con 124 hogares y 490 vecinos.

## Geografía humana

### Demografía
Cuenta con una población de 113 habitantes (INE 2024).
| Gráfica de evolución demográfica de Santa María de las Hoyas entre 1842 y 2021                                                                                             |
| |
| Población de derecho según los censos de población del INE Población de hecho según los censos de población del INEEn este censo se denominaba Santa María y Muñecas: 1842 |

### Población por núcleos
| Núcleos                  | Habitantes (2000) | Habitantes (2010) |
| ------------------------ | ----------------- | ----------------- |
| Santa María de las Hoyas | 180               | 138               |
| Muñecas                  | 26                | 18                |

## Administración y política
| Periodo   | Nombre                        | Partido              |
| --------- | ----------------------------- | -------------------- |
| 1995-1999 | Don Abundio Álvarez Oteo      | PSOE                 |
| 2003-2007 | Miguel Ángel Barrio de Miguel | PSOE                 |
| 2007-2011 | Josué de Miguel               | Izquierda Castellana |
| 2011-2015 | Paul Borfiga                  | PP                   |
| 2019-2023 | Esteban Almazán Álvaro        | PP                   |

## Cultura

### Arquitectura

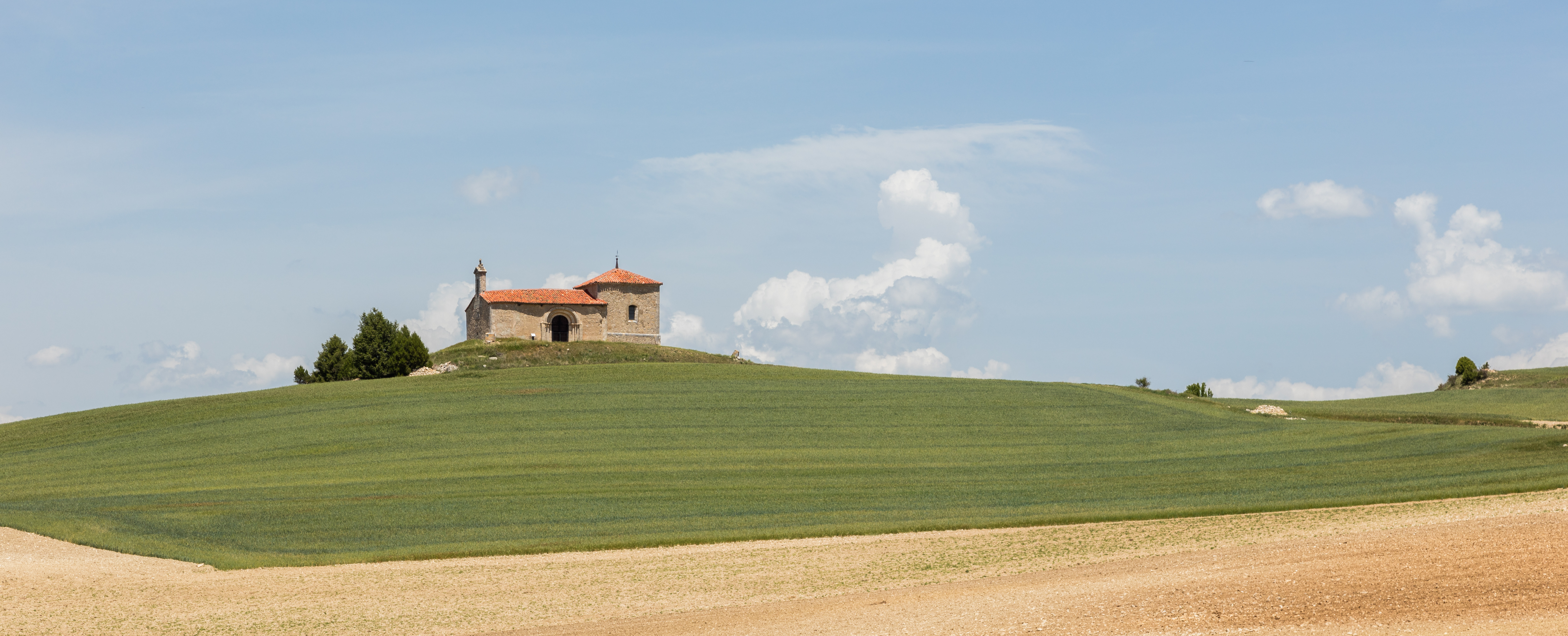
Ermita de Santo Cristo de Miranda

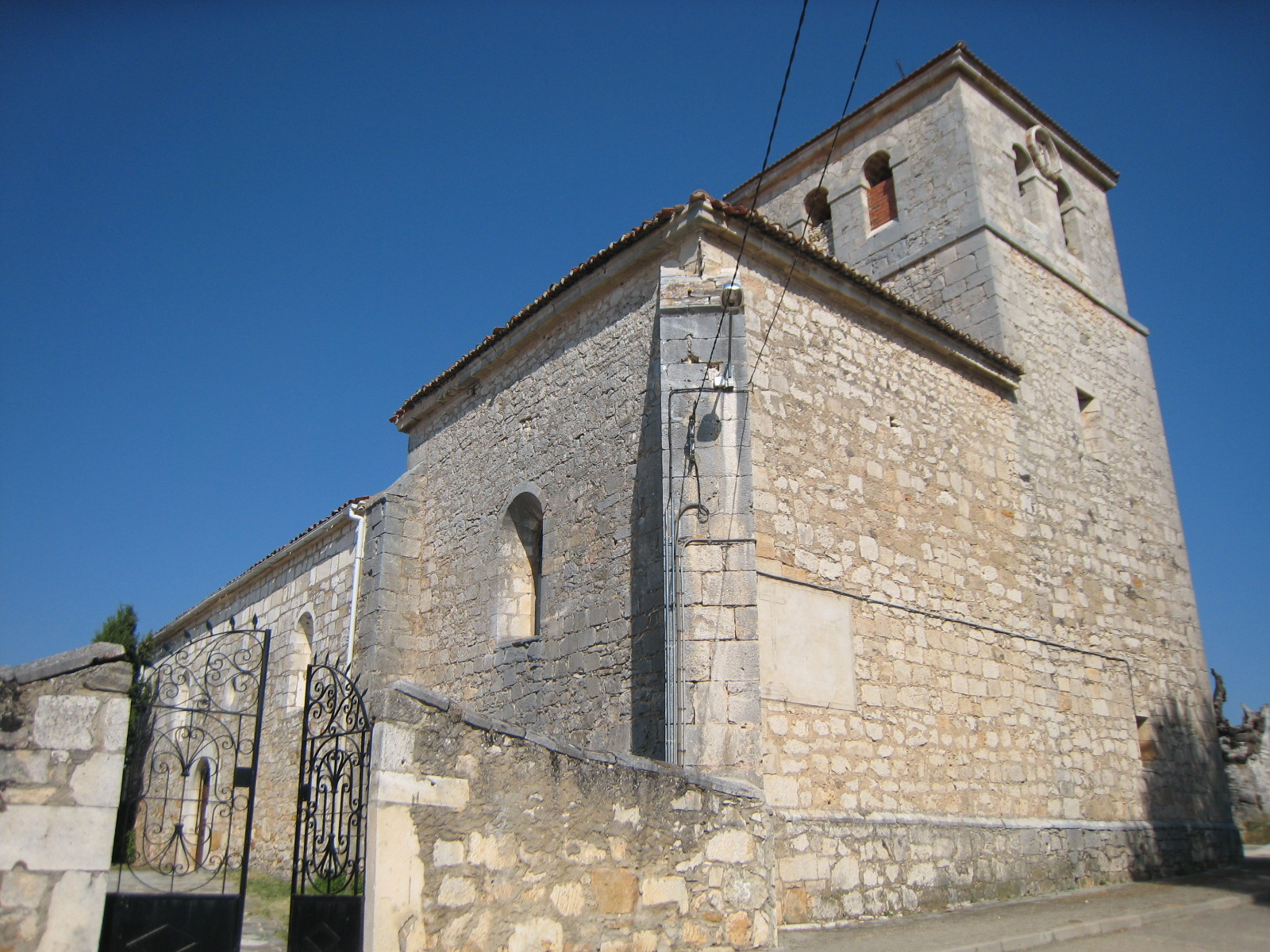
Iglesia de Santa María de las Hoyas

Es de interés la iglesia de Santa María de las Hoyas y la ermita del Santo Cristo de Miranda.